# Slammiversary Seven
Slammiversary Seven (ou Slammiversary 2009) était un pay-per-view de catch organisé par la fédération Total Nonstop Action Wrestling. Il s'est déroulé le 21 juin 2009 dans The Palace of Auburn Hills, à Auburn Hills dans le  Michigan (c'est la première fois que Slammiversary s'y déroule). Cela sera le cinquième édition du Pay-Per-View Slammiversary. Mais fêtera le septième anniversaire de la TNA

## Contexte
Les spectacles de la Total Nonstop Action Wrestling en paiement à la séance sont constitués de matchs aux résultats prédéterminés par les scénaristes de la TNA. Ces rencontres sont justifiées par des storylines — une rivalité avec un catcheur, la plupart du temps — ou par des qualifications survenues dans les émissions de la TNA telles que TNA Xplosion et TNA Impact!. Tous les catcheurs possèdent un gimmick, c'est-à-dire qu'ils incarnent un personnage gentil ou méchant, qui évolue au fil des rencontres. Un pay-per-view comme Slammiversary est donc un événement tournant pour les différentes storylines en cours. Ce Pay per view signe les 9 ans  de succès de la TNA depuis son ouverture en juin 2002.

## Details & Resultats
- King of the Moutain Match pour le TNA World Heavyweight Championship: Kurt Angle def Samoa Joe, Jeff Jarrett, AJ Styles et Mick Foley pour remporter le TNA World Heavyweight Championship. (22:04)

En fin de match, Samoa Joe grimpe pour accrocher le titre mais Kurt Angle arrive et c'est alors que Samoa Joe remet le titre Kurt Angle qui n'a plus qu'a le mettre en place. Après le match la Main Event Mafia vient féliciter Angle avec Samoa Joe.
- King of the Moutain Match pour le TNA X Division Championship: Suicide def Chris Sabin, Alex Shelley, Jay lethal et Consequences Creed pour conserver le TNA X Division. (23:46)
- Christopher Daniels def Shane Douglas. (8:12)

Daniels a effectué le tombé sur Douglas grâce à son Best Moonsault Ever.
- Angelina Love def Tara. (6:51)
- Abyss et Taylor Wilde def Raven et Daffney dans un Monster's Ball Mixed Tag Team Match. (14:07)
- Sting def Matt Morgan. (8:59)

Sting a effetué le tombé sur Matt Morgan après qu'il est porté son Scorpion Deathdrop.
- Beer Money, Inc. def Team 3D pour remporter le TNA World Tag Team Championship. (16:55)

Beer Money Inc deviennent les nouveaux champions grâce à l'intervention de la British Invasion en fin de match et qui distrait la Team 3D.